# Lyciella laeta
Lyciella laeta är en tvåvingeart som först beskrevs av Zetterstedt 1838.  Lyciella laeta ingår i släktet Lyciella, och familjen lövflugor. Arten är reproducerande i Sverige.